# Laßt euch sagen aus alten Tagen...
Laßt euch sagen aus alten Tagen... – album CD niemieckiej grupy  Odroerir wydany w 2002 roku.

## Lista utworów[2]
1. „Präludium (Instrumental)” – 2:05
2. „Menosgada” – 6:05
3. „Salzschlacht” – 7:06
4. „Brudermord” – 4:25
5. „De exidio Thuringiae” – 4:55
6. „Iring” – 6:41
7. „Zur Taverne” – 4:27
8. „Dolmar (Instrumental)” – 4:49